# محمد حمدي (ممثل)
محمد حمدي ممثل مصري قام بادوار قصيرة.

## أعماله

### الأفلام
- الخادم (1990)
- فضيحة العمر (1989)
- ليلة القبض على بكيزة وزغلول (1988) قام بدور عضو العصابة الدولية
- السادة الرجال (1987)
- المخطوفة (1987) قام بدور محقق الشرطة
- شادر السمك (1986) قام بدور محسن
- أبو البنات (1980) قام بدور حسين
- إحنا بتوع الأتوبيس (1979) قام بدور ضابط الشرطة
- إحترس!!! نحن المجانين (1978) قام بدور حمزه
- أيام العمر معدودة (1978) قام بدور حمدي
- شباب يرقص فوق النار (1978) قام بدور سمير صاحب مستودع الملابس
- الأزواج الشياطين (1977)
- طائر الليل الحزين (1977) قام بدور زوج اخت عادل
- من أجل الحياة (1977) قام بدور ضابط المباحث
- وعادت الحياة (1977) قام بدور مأمور قسم شرطة باب شرق
- ملوك الضحك (1975)
- لاشي يعم (1975)
- دعونا نحب (1975)
- الأنثى والذئاب (1975)
- شاطئ العنف(1975) قام بدور برعي
- البنات والحب (1874)
- ذات الوجهين (1973)
- المخادعون (1973)
- العنيد (1973) قام بدور النقيب حمدي
- ملوك الشر(1972)
- الغضب (1972)
- ساعة الصفر (1972)
- ذئاب على الطريق (1972) قام بدور سعيد صديق عاطف سليم
- المتعة والعذاب (1971) قام بدور عصمت
- ثورة اليمن(1966)
- حارة السقايين (1966) بام بدور سرحان المخرج
- المغامرون الثلاثة(1965) قام بدور الدكتور علي
- الجاسوس (1964)
- هجرة الرسول (1964)
- Cairo (1963)
- الناصر صلاح الدين (1963) قام بدور العادل أخو صلاح الدين
- المصيدة(1963) قام بدور الضابط
- دنيا البنات (1962) قام بدور يوسف
- أنا الهارب (1962) قام بدور السجين الرسام
- صراع الجبابرة (1962) قام بدور حمدي
- عاصفة من الحب (1961)
- لماذا أعيش (1961) قام بدور ثابت
- لا تطفئ الشمس (1961) قام بدور خالد
- بهية (1960) قام بدور حميده
- بداية ونهاية (1960)
- نساء وذئاب (1960)
- شاطئ الأسرار (1958) قام بدور حمدي
- الجميلة (1958)
- رصيف نمرة 5 (1956 ) قام بدور ضابط في خفر السواحل

### السهرة التلفزيونية
علامة الاستفهام الآخيرة قام بدور حسن فريد

### المسلسلات
- اللص الذي أحبه (1997)
- ألف ليلة وليلة (1990)
- الكعبة المشرفة (1981) قام بدور عبد الله
- نفوس معذبة (1987)
- المانشيت الأحمر(1964)
- القط الأسود (مسلسل) القط الأسود (1964)

### المسرحيات
- ريا وسكينة (1982) قام بدور والد الفت
- قهوة التوته (1966) قام بدور ابن المعلمة

### الفوازير
- أم العريف (1992)